# Little Boy
Little Boy era un tipus de bomba atòmica creada en el si del Projecte Manhattan que els Estats Units d'Amèrica van desenvolupar durant la Segona Guerra Mundial. El nom també s'utilitza per a referir-se a L-11, la primera bomba atòmica mai detonada contra persones –i la segona explosió nuclear de la història després de l'assaig Trinity–, que es va llançar sobre la ciutat d'Hiroshima (Japó) el 6 d'agost de 1945 des del bombarder B-29 Enola Gay, pilotat per Paul Tibbets.
Era una arma de fissió de tipus balístic que utilitzava urani que s'havia enriquit amb l'isòtop urani-235 per impulsar la seva reacció explosiva. Va explotar en l'aire a 600m ± 20m d'altura devastant més de 12 km² de la ciutat. Tot i que és difícil estimar el nombre de morts que va causar, s'estima que les bombes mataren unes 140.000 persones (la meitat a l'acte i l'altra meitat a causa de la radiació, les ferides sofertes…) cap al final de 1945. Va explotar amb una energia d'aproximadament 15.000 tones de TNT i va tenir un radi d'explosió d'aproximadament 1,3 quilòmetres (0,81 milles) que va causar morts generalitzades per tota la ciutat.
Little Boy va ser desenvolupada pel grup del tinent comandant Francis Birch al laboratori de Los Alamos. El seu disseny en succeïa un de fissió tipus canó alimentat amb plutoni (Thin Man) que va ser abandonat el 1944 després de descobrir-se dificultats tècniques. Little Boy va utilitzar una càrrega de nitrocel·lulosa per disparar un cilindre buit (la "bala") d'urani altament enriquit a través d'un canó d'artilleria en un cilindre sòlid ("objectiu") del mateix material. El disseny era altament ineficient: l'arma utilitzada a Hiroshima contenia 64 quilos d'urani; però menys d'un quilo va patir  fissió nuclear. A diferència del disseny d'implosió desenvolupat per a la prova Trinity i el disseny de la bomba Fat Man que es va utilitzar contra Nagasaki, que requeria una coordinació sofisticada de càrregues explosives amb forma, es va considerar que el disseny de pistola, més senzill però ineficient, funcionaria amb seguretat i, per això, mai no es va fer cap prova del seu ús abans de llançar-la sobre Hiroshima.

## El nom de la bomba
Hi ha dos relats principals de com es van batejar les primeres bombes atòmiques. El físic Robert Serber, científic de Los Alamos i del Projecte Alberta, va declarar, moltes dècades després del fet, que havia anomenat els dos primers dissenys de bombes atòmiques basant-se en les seves formes: Thin Man i Fat Man. Thin Man era un dispositiu llarg i prim i el seu nom provindria de la novel·la de detectius i de la sèrie de pel·lícules de Dashiell Hammett sobre The Thin Man. Fat Man era una bomba rodona i grossa, per la qual cosa va rebre el nom de Kasper Gutman, un personatge de la novel·la de Hammett de 1930 El falcó maltès, interpretada per Sydney Greenstreet a la versió cinematogràfica de 1941. Posteriorment, Little Boy va ser anomenada així com una al·lusió a Thin Man ja que el seu disseny es basava en el d'aquest. De vegades, Little Boy també s'anomenava "Mark I", Thin Man "Mark II", Fat Man "Mark III".
El setembre de 1945, un altre físic del Projecte Alberta, Norman F. Ramsey, va declarar en el seu breu "History of Project A", que els primers dissenys de proves de les bombes eren coneguts com "Thin Man" i "Fat Man" per "Representants de la Força Aèria" (no especificats) per "raons de seguretat", de manera que semblés que les seves comunicacions per telèfon es referissin a la necessitat de modificar un bombarder B-29 per a transportar el president dels Estats Units, Franklin Delano Roosevelt (l'home prim), i el Primer Ministre del Regne Unit, Winston Churchill (l'home gras), enlloc de fer-ho realment per a transportar les dues bombes atòmiques.
Una tercera explicació dels noms prové d'una història classificada de la Força Aèria dels Estats Units del Projecte Silverplate implica una possible conciliació de les dues versions. Segons aquesta font, els termes "Thin Man" i "Fat Man" van ser desenvolupats per primera vegada per algú a o des de Los Alamos (és a dir, Serber), però que van ser adoptats conscientment pels oficials a Silverplate quan van adoptar el seu propi nom en codi (incloent el propi nom de codi de Silverplate). Com que Silverplate implicava modificar els B-29 amb un propòsit secret, l'ús deliberat de noms en clau que s'alineessin amb la modificació de vehicles per a Roosevelt i Churchill serviria bé les seves necessitats.

## Disseny
Little Boy era feta d'urani enriquit i tenia una potència equivalent a 15.000 tones de TNT. Feia 300 cm de llarg, 71 cm de diàmetre i pesava aproximadament 4,4 kg.
1. Aleró estabilitzador 

2. Fus d'acer

3. Detonador

4. Càrrega explosiva (cordita)

Detall de la bomba Little Boy

5. Projectil d'urani 235, sis anelles dins d'un recipient d'acer (pes total: 26 kg)

6. Entrada dels instruments de mesura i el baròmetre

7. Carcassa de la bomba

8. Fusible i dispositiu d'armament 

9. Canó d'acer, 10 cm de diàmetre i 2 m de llarg

10. Cables d'armament

11. Fus de recepció d'acer

12. Objectiu d'urani 235, deu anys (pes total:38 kg)

13. Reflector de carbur de tungstè

14. Iniciador de neutrons

15. Antenes del radar Archie

16. Cavitat destinada a rebre el cilindre de seguretat de bor